# Antigua e Barbuda FA Cup
La Coppa di Antigua e Barbuda (Antigua e Barbuda FA Cup) è il principale torneo calcistico ad eliminazione diretta organizzato dall'ABFA.

## Albo d'oro
- 2004/05:  SAP 2-1  Hoppers
- 2005/06:  Freemansville 1-1  Bassa (2-1 rig.)
- 2006/07: Torneo cancellato
- 2007/08:  Bassa 0-0  Parham (5-4 rig.)
- 2008/09:  SAP (abbandonata sul 2-0)  Hoppers
- 2009/10:  Bassa 1-1 Goldsmitty FC (4-1 rig.)
- 2010/11 (Warriors Cup) : Goldsmitty (abbandonata sul 2-0) Bullets
- 2011/12:  Parham 4-0  Bassa[1]

## Titoli per Squadra
- SAP: 2
- Bassa: 2
- Freemansville: 1
- Parham: 1